# Tasinifu
Tasinifu is een bestuurslaag in het regentschap Timor Tengah Utara van de provincie Oost-Nusa Tenggara, Indonesië. Tasinifu telt 3608 inwoners (volkstelling 2010).